# Шхвацабая, Георгий Яковлевич
Георгий Яковлевич Шхвацабая (12 ноября 1904 — 17 марта 1993) — советский учёный, крупный специалист в области механизации сельскохозяйственного производства, является зачинателем применения «малой механизации» в чаеводстве. Доктор технических наук (1949), профессор (1951), член-корреспондент ВАСХНИЛ (1956).

## Биография
Родился в 1904 году в г. Кутаиси. В 1930 году окончил Тбилисский государственный университет, а в 1934 году - аспирантуру.
В 1935–1941 годах был научным сотрудником в Московском институте механизации и электрификации сельского хозяйства.
С 1941 года работал в Грузинском сельскохозяйственном институте: доцент кафедры сельскохозяйственных машин (1941–1951), зав. кафедрой уборочных машин (1951–1992).
В период 1957-1964 годы занимал пост вице-президента Академии сельскохозяйственных наук Грузинской ССР.

## Научная деятельность
Разработчик комплекса механических измерительных приборов: тяговые и вращательные динамографы и работомеры, энергоизмерительная машина, автоматический бороздомер и бороздограф для пахотных орудий и др.
В ряду других занимался вопросами определения диагностирования основных энергетических параметров двигателей тракторов. Динамографы конструкции Шхвацабая Г, Я.
Является зачинателем применения «малой механизации» в чаеводстве. Под его руководством разработаны и внедрены в производство более 8 тыс. ручных чаесборочных и подрезочных машин, участвовал в разработке теоретических основ технологий сбора чая. Проводил исследования о повышении рабочих скоростей самоходной чаесборочной машины ЧА-900.

### Труды
Автор около ста научных трудов, в том числе трёх монографий, пяти учебников, двадцати учебных пособий и брошюр.
Основные труды:
- Измерительные приборы / МСХ Грузинской ССР. - Тбилиси : Издательство Грузинского СХИ, 1959. - 31 с.
- Портативная мельница для приготовления образцов к почвенно-агрохимическим анализам / МСХ СССР. Грузинский СХИ. — Тбилиси, 1965. — 8 с.
- Приборы и методы их применения при испытаниях и исследованиях тракторов и сельскохозяйственных машин. — Тбилиси: Мецниереба, 1967. — 238 с.
- Новые измерительные приборы для изучения энергетики сельскохозяйственных машин и агрегатов. — Тбилиси, 1970. — 93

## Награды и признание
Академик Академии сельскохозяйственных наук Грузинской ССР (1958), член-корреспондент Академии наук Грузиинской ССР (1956). Заслуженный деятель науки и техники Грузинской ССР (1960).
Награждён орденами «Знак Почёта» (1966), Октябрьской Революции (1978), Дружбы народов (1984).